# Ferkla El Oulia
Ferkla El Oulia  (in arabo فركلة العليا‎?) è un centro abitato e comune rurale del Marocco situato nella provincia di Errachidia, regione di Drâa-Tafilalet. Conta una popolazione di 22 722 abitanti (censimento 2014).